# Sint-Theresiacollege (Kapelle-op-den-Bos)
Het Sint-Theresiacollege Kapelle-op-den-Bos (STK) was een katholieke school van de paters Assumptionisten in Kapelle-op-den-Bos (Aartsbisdom Mechelen-Brussel, provincie Vlaams-Brabant).
Samen met het Sint-Godelieve-Instituut in Kapelle-op-den-Bos, het Virgo Sapiens Instituut en het Gemeentelijk Technisch Instituut in Londerzeel vormt het Sint-Theresiacollege de Scholengemeenschap voor Katholiek Secundair Onderwijs Noordwest-Brabant. 
Intussen vormen de scholen STK en SGI samen KOBOS secundair: een middelbare school die onderwijs aanbiedt in ASO, TSO en BSO. De eerste graad van KOBOS secundair heeft volledig ingezet op de vernieuwing van het secundair sinds 2019. Vanaf schooljaar 2021-2022 zet deze vernieuwing zich door in het derde jaar. Er wordt les gegeven op beide campussen: in de Veldstraat en in de Mechelseweg. 

## Geschiedenis
Het Sint-Theresiacollege is gegroeid uit het Sint-Theresia-Instituut dat van 1929 tot 1956 een kleinseminarie was van de paters Assumptionisten.  Deze school was gevestigd in een gedeelte van het huidige gebouw van het Sint-Godelieve-Instituut in het centrum van de gemeente Kapelle-op-den-Bos, nabij de kerk.
Op vraag van het bisdom werd het Sint-Theresia-Instituut in 1956 het Sint-Theresiacollege, met internaat en externaat en met afdelingen van de Moderne en Oude Humaniora.  Voor dit college werden op een uitgestrekt terrein in de Veldstraat de nodige gebouwen opgetrokken.
Sedert 1973 is in het Sint-Theresiacollege alleen nog een externaat.  Met ingang van het schooljaar 1976-1977 is het college een school voor jongens en meisjes geworden.
Het STK verstrekte uitsluitend algemeen secundair onderwijs (ASO).  Het college telde meer dan 1150 leerlingen en ruim 130 leerkrachten.  Men kon er de richtingen STEM, Economie-moderne talen, Economie-wiskunde, Grieks-Latijn, Grieks-Wiskunde, Humane wetenschappen, Latijn-moderne talen, Latijn-wetenschappen, Latijn-wiskunde, Moderne talen-wetenschappen, Moderne talen-wiskunde, Wetenschappen-wiskunde volgen. In het verleden werd ook de richting Wiskunde-moderne talen aangeboden, deze richting wordt echter wegens te weinig interesse niet meer aangeboden.